# Mirabueno
Mirabueno é um município da Espanha na província de Guadalajara, comunidade autónoma de Castilla-La Mancha, de área  km² com população de 108 habitantes (2007) e densidade populacional de 5,76 hab/km².

## Demografia
| Variação demográfica do município entre 1991 e 2004 | Variação demográfica do município entre 1991 e 2004 | Variação demográfica do município entre 1991 e 2004 | Variação demográfica do município entre 1991 e 2004 |
| --------------------------------------------------- | --------------------------------------------------- | --------------------------------------------------- | --------------------------------------------------- |
| 1991                                                | 1996                                                | 2001                                                | 2004                                                |
| 120                                                 | 123                                                 | 121                                                 | 111                                                 |